# Chajron z Pelleny
Chajron z Pelleny (gr. Χαίρων) – starożytny grecki atleta, olimpijczyk.
Czterokrotny triumfator z Olimpii, odniósł zwycięstwo w zapasach w czterech olimpiadach z rzędu (od 356 do 344 p.n.e.). Dwukrotnie triumfował także na igrzyskach istmijskich. Był uczniem Platona. Jego rodacy nie darzyli go jednak szacunkiem i według Pauzaniasza (Wędrówka po Helladzie VII 27,7) nie wspominali nawet jego imienia – mianowany przez Aleksandra Wielkiego tyranem Pelleny miał bowiem obalić istniejący uprzednio ustrój i skazał członków rodów arystokratycznych na wygnanie, a ich żony i mienie oddał niewolnikom.